# Юркин, Василий Самсонович
Юркин Василий Самсонович — начальник направления связи роты связи 117-го стрелкового полка (23-я стрелковая дивизия, 61-я армия, 1-й Белорусский фронт), младший сержант.

## Биография
Василий Самсонович Юркин родился в крестьянской семье в селе Дубровка-на-Узе (ныне — в Шемышейском районе Пензенской области).
В мае 1943 года Пензенским горвоенкоматом был призван в ряды Красной армии. На фронтах Великой Отечественной войны с сентября 1943 года.
При форсировании Днепра 25 сентября 1943 года рядовой Юркин в числе первых переправился через реку, под непрерывными атаками противника, пытающегося сбросить с берега стрелковые подразделения, поддерживал бесперебойную связь с командованием, обеспечивая возможность управления войсками. За время боёв устранил 32 обрыва линии связи. Был представлен к званию Героя Советского Союза, но решением командования был награждён вначале приказом по полку медалью «За отвагу», а приказом по армии от 7 июня 1944 года — орденом Красного Знамени.
19 марта 1944 года, когда противник превосходящим силами перешёл в контратаку, рядовой Юркин под непрерывным огнём устранял повреждения линии связи. Всего в этом бою устранил 13 обрывов, был ранен. Приказом по дивизии от 25 марта 1944 года он был награждён орденом Славы 3-й степени.
24 октября 1944 года в Латвии в бою возле хутора Лачи под огнём противника Юркин 27 раз выходил на линию и устранял обрывы связи. Будучи ранен, сделал перевязку и продолжал выполнять свои обязанности. Приказом по 61-й армии от 29 ноября 1944 года младший сержант Юркин был награждён орденом Славы 2-й степени.
14 января 1945 года в боях южнее Варшавы под ураганным огнём, невзирая на опасности, он неоднократно выходил на устранение обрывов линии связи. Был ранен, но, несмотря на ранение, устранил 5 обрывов линии. Указом Президиума Верховного Совета СССР от 24 марта 1945 года младший сержант Юркин был награждён орденом Славы 1-й степени.
Старший сержант Юркин был демобилизован в ноябре 1945 года, вернулся на родину. Работал трактористом в совхозе «Заря», затем окончил курсы шофёров и перешёл на работу в первую автоколонну треста «Пензастройтранс». За многолетнюю трудовую деятельность награждён орденом Трудового Красного Знамени.
6 апреля 1985 года в порядке массового награждения участников Великой Отечественной войны он был награждён орденом Отечественной войны 1-й степени. Участвовал в параде на Красной площади в Москве по празднованию 50-летия Победы.
Скончался Василий Самсонович Юркин 18 июля 2000 года. Похоронен в Аллее Славы на Новозападном кладбище Пензы.